# Palacio de San Román de Panes

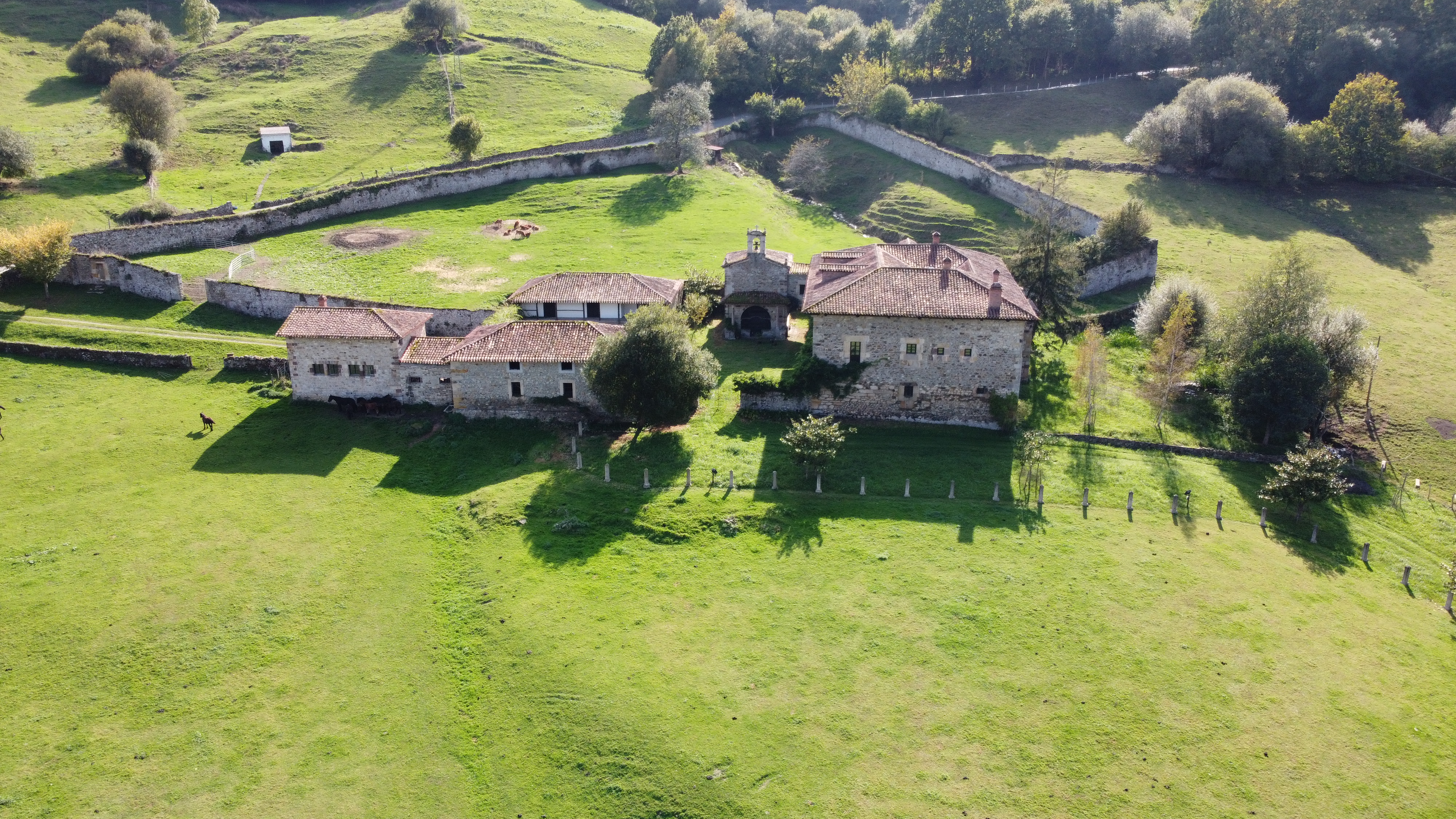
Palacio de San Román en Panes

El palacio de San Román de Panes se encuentra en el barrio de San Román, dentro de la parroquia de San Vicente de Panes, capital del concejo de Peñamellera Baja, en el Principado de Asturias. Dista de la capital de la provincia a 156 km. y se sitúa a 50 m de altitud sobre el nivel del mar.
El palacio de San Román está vinculado al señorío de Colosía y a la Iglesia de San Juan de Ciliergo, de origen románico, situado a muy poca distancia de la casa. Durante el siglo XVI los señores de Colosía ya ejercían el patronato sobre esta iglesia.
Sin duda es el conjunto de edificios más interesante, completo y mejor conservado de las casas pertenecientes al linaje de los Mier, que dominó varios de los concejos extremo orientales de Asturias.
El palacio de San Román puede adscribirse a la tipología culta de edificación, caracterizadas por intervención de un arquitecto o maestro de obras en todo lo referente a las proporciones de la traza, ordenación de los espacios, calidad constructiva de los materiales, soluciones arquitectónicas, etc.
Una de las características de este tipo de construcciones rurales es la integración en el paisaje y la armonía de éstos en relación con el entorno. La calidad constructiva de los materiales, la escala y proporciones así como las técnicas constructivas empleadas son valores que hay que tener en cuenta desde el punto de vista histórico.
Estas características son patentes en nuestro caso en la fachada principal y en la distribución de los espacios interiores, mientras que el resto de las fachadas mantienen una marcada influencia tradicional de acento popular, visible en la distribución y tamaño de los vanos, utilización de corredor de madera (solución tradicional) y empleo de materiales de menor calidad (mampostería).
El conjunto del palacio de San Román es el más completo, mejor conservado y de mayor calidad de todos los existentes en las Peñamelleras. Su entorno inmediato, aún hoy en día sin grandes alteraciones, nos permite ver claramente el espacio que ocupaba una propiedad señorial compuesta por fincas, tierras de labor, pumarada, huertas, y prados. La ordenación de los edificios dentro del conjunto ha sido posible dado que la topografía en la que se inscribe es la más llana del concejo, de por sí montañoso, ocupando una suave ladera con extensas fincas alrededor, en el margen derecho del río Deva. En el pasado y según consta en el Registro de la Propiedad de Llanes, las propiedades colindantes se extendían al otro lado de la carretera, que delimita la finca actualmente por el lado norte (carretera N 621), en donde se encuentra la iglesia románica de San Juan de Ciliergo.
El conjunto del palacio de San Román con sus fincas y praderías que lo circundan constituye el mejor ejemplo de edificaciones históricas civiles del concejo, en donde la adecuación de la arquitectura al entorno se conserva sin alteraciones y deberían tomarse medidas para su protección, en un radio que delimite la posible construcción de elementos que lo alteren. 
El palacio de San Román, que data del siglo XVII también de la familia Mier, y el cual estaba formado por la casona de planta rectangular de dos pisos y altillo, y una capilla exenta de nave única.